# Шевченкове (селище)
Шевченкове — селище в Україні, у Северинівській сільській громаді Жмеринського району Вінницької області.

## Історія
12 червня 2020 року, розпорядженням Кабінету Міністрів України № 707-р «Про визначення адміністративних центрів та затвердження територій територіальних громад Вінницької області», селище увійшло до складу Северинівської сільської громади.
19 липня 2020 року, в результаті адміністративно-територіальної реформи та ліквідації Жмеринського району (1923-2020), селище увійшло до складу новоутвореного Жмеринського району.